# (1559) Kustaanheimo
(1559) Kustaanheimo est un astéroïde de la ceinture principale.

## Description
(1559) Kustaanheimo est un astéroïde de la ceinture principale. Il fut découvert le 20 janvier 1942 à Turku par Liisi Oterma. Il présente une orbite caractérisée par un demi-grand axe de 2,39 UA, une excentricité de 0,13 et une inclinaison de 3,2° par rapport à l'écliptique.

## Compléments